# El Círcol

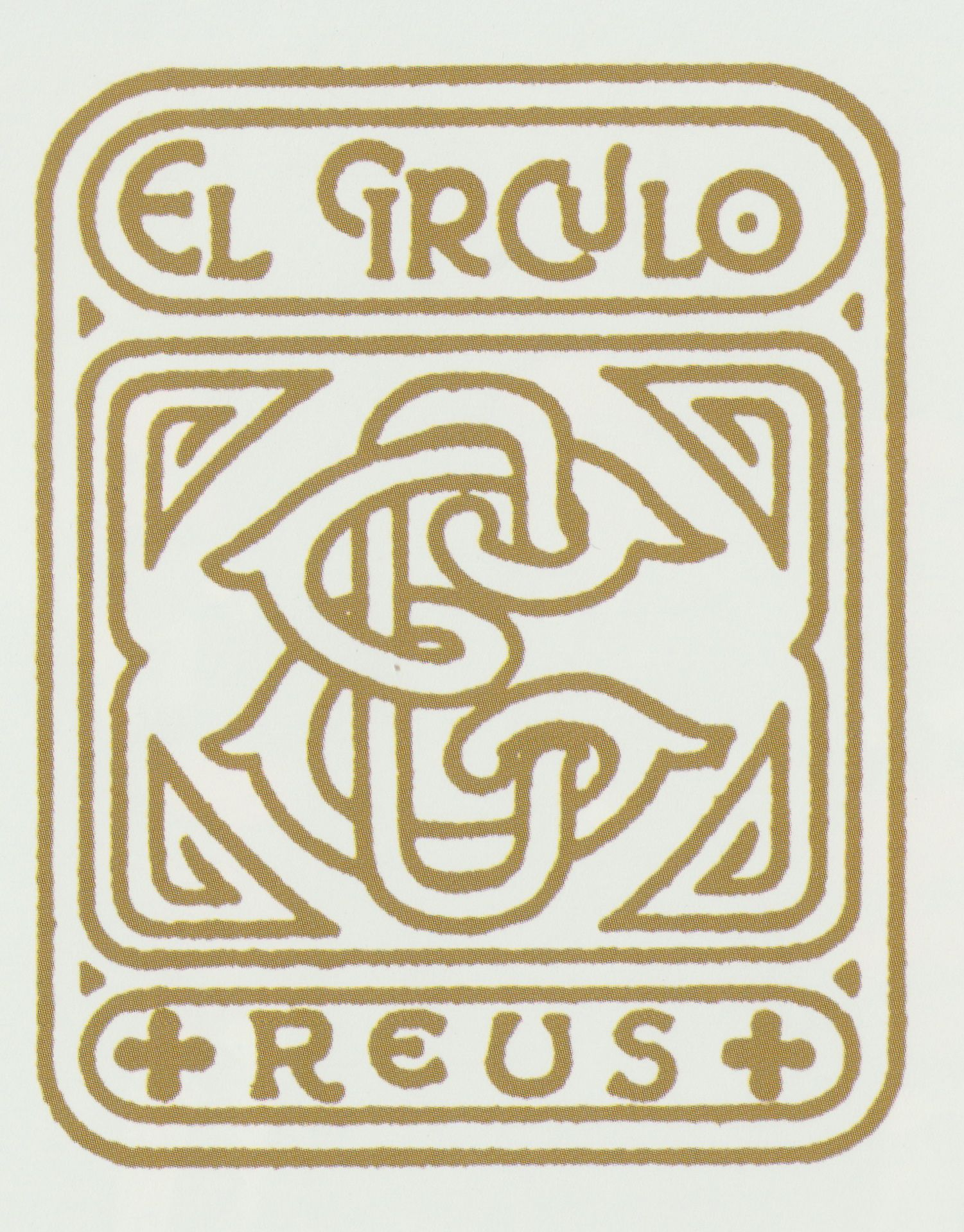
Emblema d'El Círcol dibuixat per Ramon Casals i Vernis cap al 1900

La Societat El Círcol de Reus, (coneguda pels reusenc com «El Círcol dels senyors»), és una institució recreativa fundada a Reus l'any 1852.

## Història
De la suspensió governativa de l'entitat cultural «Fomento de la Instrucción», fundada el 1841, més un grup dissident del Casino Reusense, una societat recreativa fundada el 1850, va sortir el 1852 la Societat El Círcol, una entitat formada per persones d'ideologia diversa, membres de les famílies econòmicament més potents de la ciutat que formaven part de les oligarquies locals, tant la conservadora com la republicana. Segons Pere Gras i Bellvé, els fundadors d'El Círcol eren progressistes «benévolos con la situación moderada» i van fer possible la creació de la Unión Liberal a Reus i la construcció de La Fabril Algodonera. Pere Anguera diu dels seus presidents que al fundar-se l'entitat, eren progressistes, a finals del segle xix, catalanistes amb càrrec polític electe, i republicans els primers decennis del segle xx. L'espai d'El Círcol era un lloc selecte, que no articulava la societat reusenca ni la dinamitzava, però era un lloc de trobada de la burgesia local de diferents sectors ideològics que ocupava parcel·les de poder. Possibilitava negocis, transaccions comercials i solucions a problemes de gestió pública i també l'organització de coalicions electorals.

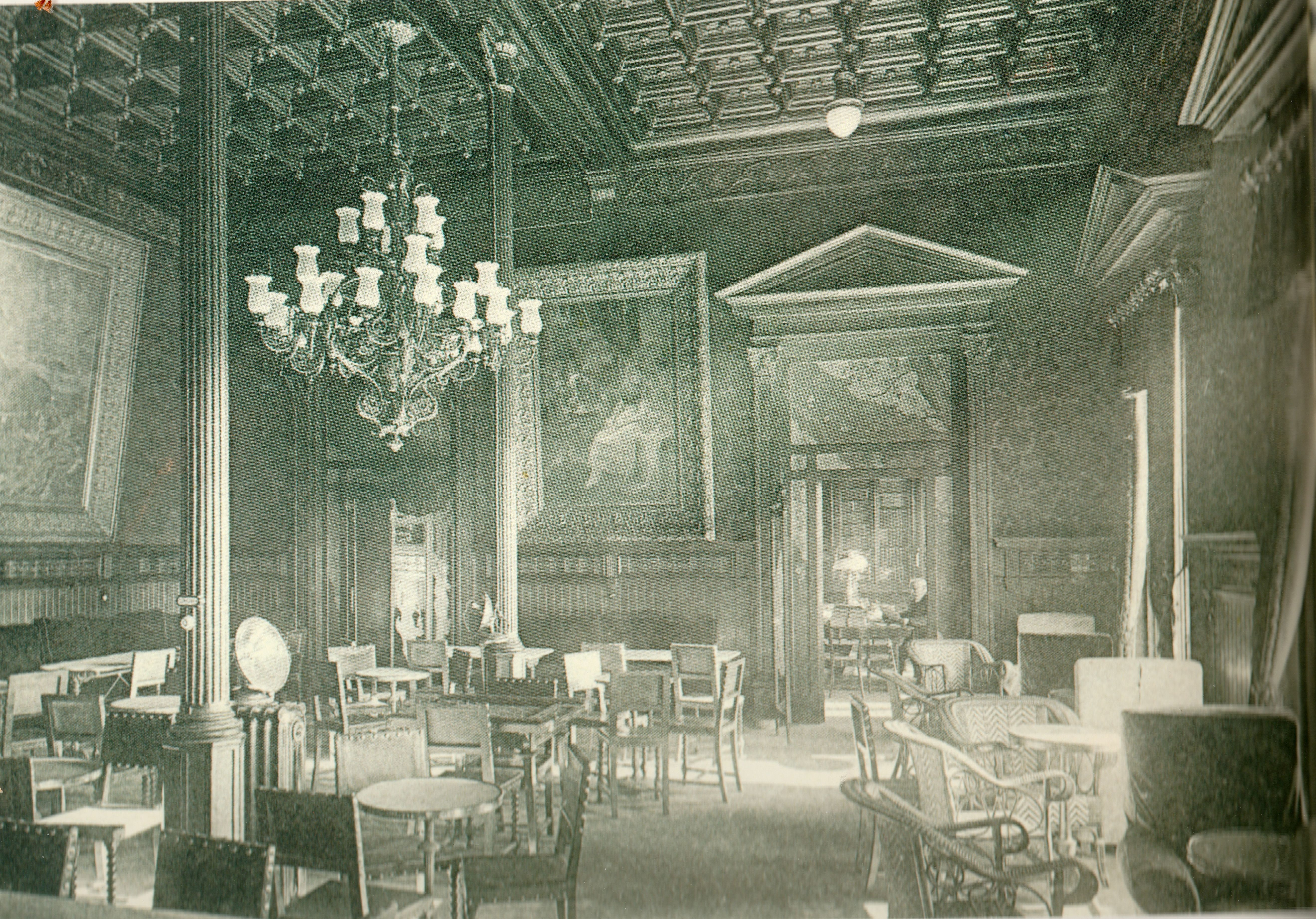
Sala principal del Círcol el 1909

El primer local del Círcol va ser al carrer Major, al palau dels marquesos de Tamarit, ocupat anys més tard pel Centre de Lectura. El primer reglament de l'entitat, que es conserva manuscrit, diu a l'article 1: «El objeto principal del Círculo es gozar de la amena sociedad que proporciona el trato de las personas que lo componen, la lectura de escogidas obras y periódicos nacionales y extranjeros y el lícito recreo que faciliten todos aquellos juegos que no estén prohibidos por la ley». El primer president va ser Pere Sardà i Cailà, el vicepresident, Gaietà Pàmies Juncosa, els vocals, Bernat Torroja, Macià Vila, i Josep Maria Albanès, i socis fundadors Francesc Subirà, Victorí Agustí, Oliver Oliva, Plàcid Bassedes, Joaquim Maria Bartrina, Josep Maria Morlius, Jaume Padró, Josep Simó, Jaume Quer, Marià Pons, Josep Joan Sociats, Alexandre Garcia, Joan Grau Company, Josep Maria Morlius, Leopold Suqué, Pere Òdena Pujol, Pere Sirvent i altres. Bernat Torroja, en una necrològica d'Eugeni Mata, es presenta com a inspirador del Círcol. La majoria de socis fundadors eren, o havien estat, regidors a l'ajuntament de Reus.
El reglament de l'entitat indicava que s'havien de celebrar almenys quatre balls de societat durant l'any, i des del primer moment van fer coincidir un dels balls amb la Festa Major de sant Pere. Se celebraven al pati del casal social, que es guarnia expressament per cada festa. També se celebren festes d'homenatge, com la del 1860 al batalló Alba de Tormes, que tornava de la guerra del Marroc, o la que se li va dedicar a Joan Prim, que passà per Reus l'octubre de 1860. Es va fer costum durant els diumenges d'estiu el celebrar concerts musicals i actuacions de masses corals als jardins de l'entitat. El mes de febrer de 1862, el Círcol va nomenar socis honoraris de la societat a Marià Fortuny i Josep Anselm Clavé. En triomfar la Revolució de setembre de 1868 la directiva del Círcol s'adhereix a la nova situació. Es va organitzar una festa on parlaren Prim, Ruiz Zorrilla, Güell i Mercader i Antoni Soler, festa que va resultar molt polititzada. Al novembre es va fer un sopar d'homenatge a Pere Mata, que passà uns dies a Reus. La societat va patir diverses crisis econòmiques a la dècada de 1870, que anà resolent amb augment de quotes, bestretes i augment de socis. La situació no s'arreglà del tot fins a l'elecció com a president de l'entitat de Leopold Suqué el 1882.
El 1884 el Círcol situava el seu local social al primer pis de l'edifici construït per la societat Teatro Casino, propietària del Teatre Fortuny, a la Plaça de Prim, situació que donà a l'entitat molt de prestigi. Al desaparèixer la societat Teatro Casino l'edifici va ser adquirit per Josep Boule el 1892. Una clàusula del testament de Boule que impedia vendre l'edifici, va fer llarga la negociació per part del Círcol d'adquirir la propietat, cosa que semblava que hagués aconseguit el 1920. El 1900, el llavors president Josep Maria Borràs va proposar la construcció d'un teatre d'estiu, en un moment de superàvit econòmic de l'entitat que no es podia utilitzar per a la compra del seu local a la plaça de Prim per la negativa a vendre'l del senyor Codina, hereu, a través de la seva dona, Magdalena, filla de Josep Boule, de tot l'edifici. Va construir-se llavors el Teatre Circ, en uns terrenys que havien estat de l'antic convent de sant Joan. El Teatre Circ acollia les companyes que passaven per Reus durant l'estiu, i a l'hivern anaven al Teatre Fortuny.
El 1906, tot i que els estatuts proclamaven l'apoliticisme de l'entitat, el Círcol va cedir els seus locals per fer un àpat d'homenatge als diputats per Reus Ramon Mayner i Julià Nougués, presidit per l'alcalde de la ciutat i pels directius del Círcol. A l'acte abundaren els parlaments patriòtics i les lloances a la ciutat.
El 1919, Gabriel Ferraté Gili, llavors president de la societat, va gestionar la compra de l'estatge social a la família Codina. Un complicat testament de Josep Boule en dificultava la venda, però s'arribà a un acord el 1920, que comportava uns pagaments i uns terminis entre vint i vint-i-cinc anys per a liquidar l'import total de la venda de l'edifici. El 1933, sota la presidència de Francesc Simó, es catalanitzà el nom de l'entitat i de «El Círculo» passà a dir-se «El Círcol». El 25 de juliol de 1936 l'estatge social va ser ocupat pel PSUC, que va cedir uns despatxos a la UGT. A la façana del Círcol van aparèixer les imatges de Marx i Lenin, a semblança de l'hotel Colon de Barcelona. Pere Anguera apunta que la confiscació del local, a banda d'estar motivada per la procedència social dels seus membres, podia deure's també a la fredor amb la que l'entitat va rebre la promulgació de l'Estatut de Catalunya el 1932. El 1939, amb l'entrada dels franquistes, el local va ser ocupat per l'exèrcit, i després per la Falange, que situà a la façana les imatges de Franco i José Antonio. Un ofici del governador civil va declarar dissolta la societat el 10 d'abril de 1940 «por considerar los fines de la misma incompatibles con la gran tarea de reconstrucción nacional». Es nomenà una junta liquidadora, presidida per Juan Juderías, amb sorpresa dels socis, que consideraven que la societat havia estat sempre "apolítica". La família Codina, recolzada pel president de la junta liquidadora, va voler recuperar l'edifici, però una assemblea de socis va decidir oposar-se a la dissolució de l'entitat i reobrir-la. El 1942, en una assemblea, els socis s'oposaren a l'ordre de tancament i van iniciar els tràmits per reobrir la societat. El 1943 s'organitza una junta provisional, que aconsegueix els permisos per començar les activitats el 1944. Un difícil acord amb la família propietària signat el 1947 va resoldre el tema de la propietat. El 1949 els nous estatuts diuen: «El Círculo es una asociación al servicio de España y su Caudillo Franco, que tiene por objeto fomentar las Bellas Artes, coadyuvar a las obras de cultura y beneficencia y proporcionar a sus socios los recreos propios de la buena sociedad».
El 1952 es van celebrar les festes del primer centenari de l'entitat, que duraren una setmana, amb balls i concerts quasi diaris, exposicions d'art, i una representació teatral. La vida de l'entitat continuà vinculada a sectors locals econòmicament potents. A la dècada dels seixanta es van ampliar les dependències del Círcol mitjançant vendes i permutes de diferents espais que no s'utilitzaven. El 1968 es va organitzar un concurs internacional de bridge, que va donar relleu a l'entitat. El 1977 van celebrar el 125è aniversari, i amb la fi del franquisme, el Círcol s'acostà a la ciutat i participà en campanyes cíviques, com ara la reivindicació de la ubicació de la Facultat de Medicina a Reus, la recuperació dels carnavals populars i el paper del Teatre Fortuny al centenari de la construcció. A partir dels anys noranta, es va rehabilitar l'estatge social i la façana. A partir del canvi de segle, el Círcol inicià uns cicles de conferències, amb sopar-col·loqui inclosos, sobre temes d'interès local i general, que mantenen continuïtat. Cada any, des del 2001, se celebra un torneig d'estiu de bridge on hi participen jugadors locals i de l'estat espanyol.

## Carnavals

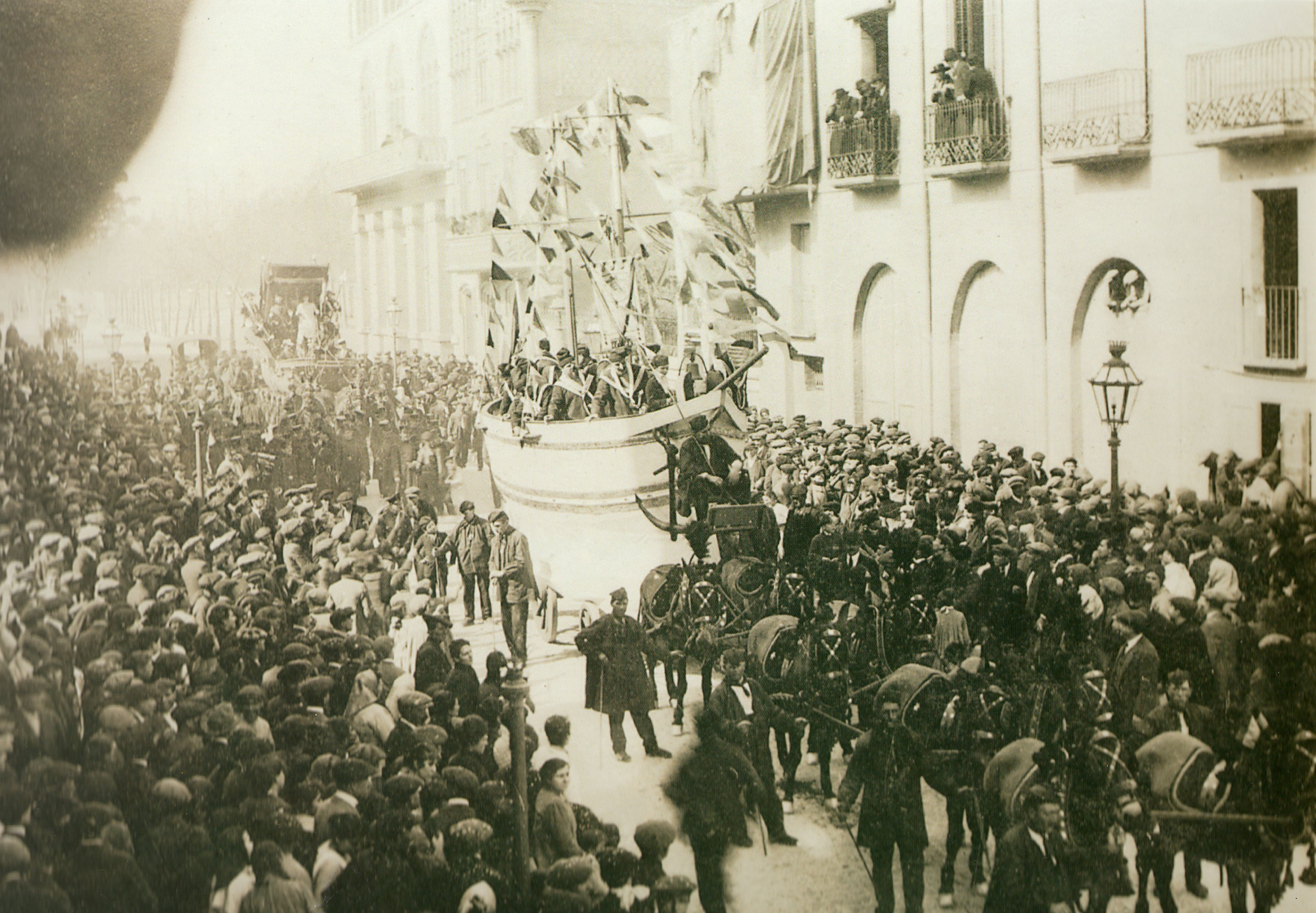
La barca d'El Círcol als carnavals de 1919 al carrer de sant Joan

Les festes de carnaval han tingut una llarga tradició reusenca, documentades des del segle xv, el segle xvi surt ja el carnestoltes. El Círcol hi participà des de la fundació, i l'entitat va ser coneguda per la fastuositat que donava a la presència pública i pels balls organitzats. El 1858 va celebrar dos balls reglamentaris per carnaval, però l'impuls dels socis en va fer organitzar tres més. El 1860, sota la presidència de Pere Sardà i Cailà, organitzà grans seguicis amb comparses, i durant tres dies se celebraren balls a l'entitat. Del 1861 al 1865 els carnavals van ser molt concorreguts, pels reusencs i per la gent de la comarca. La dècada dels setanta del segle xix va ser protagonitzada pels carnavals al carrer, on hi participaven totes les entitats recreatives reusenques. A partir del 1882 el carnaval reusenc entra en decadència, però el 1893 les entitats recreatives de la ciutat es van reunir per a reactivar-lo. El Círcol va prendre part a les cavalcades amb una fragata de guerra. Fins al 1908 no va tornar a celebrar-se un carnaval massiu i multitudinari, on el Círcol hi va participar amb la Barca, que disparava canonades. Els actes van atreure molts forasters, de les comarques properes i fins i tot de Barcelona. El segon carnaval important del segle xx va ser el de 1916, on el Círcol hi participà amb la barca decorada com una góndola. Els balls es van celebrar al Teatre Circ. L'entitat a més, organitzà els balls infantils, i cedí els jardins del teatre Circ per als balls públics. El 1919 es va celebrar l'últim gran carnaval reusenc d'abans de la guerra civil. El Círcol hi participà de nou amb la Barca. Els participants es reuniren davant del Teatre Circ i van anar desfilant i ocupant els carrers cèntrics de la ciutat, fins a arribar a la plaça del Mercadal on es va fer un gran ball popular. Les festes van ser comentades per les revistes satíriques de l'època, com ara Clic-clac, i criticades pel Semanario Católico de Reus. Durant la República el Círcol va fer les seves festes de carnaval només per als socis i al seu estatge social, amb balls i banquets que van ser molt comentats pels reusencs per la seva sumptuositat i alguns per la seva originalitat. A partir de la recuperació del carnaval a la democràcia, El Círcol segueix amb les seves participacions públiques i les festes privades.
El Círcol acull diverses entitats en el seu local: La Jove Cambra de Reus, l'Associació de Concerts i el Rotary Club.